# Waddy Wachtel
Waddy Wachtel (* 24. května 1947 New York) je americký kytarista, hudební producent a skladatel. V roce 1972 hrál na albu Stories We Could Tell dua The Everly Brothers a následně s nimi odehrál i celé turné. Je dlouholetým spolupracovníkem zpěvačky Stevie Nicks a hrál na jejích albech v rozmezí třiceti let. Spolupracoval s mnoha dalšími hudebníky, mezi které patří Bob Dylan (Under the Red Sky, 1990), Tom Waits (Bone Machine, 1992) nebo The Rolling Stones (Bridges to Babylon, 1997). Rovněž složil hudbu k několika filmům, jako například (J)elita ze střídačky (2006) nebo Jack a Jill (2011).